# Gertrude Powicke

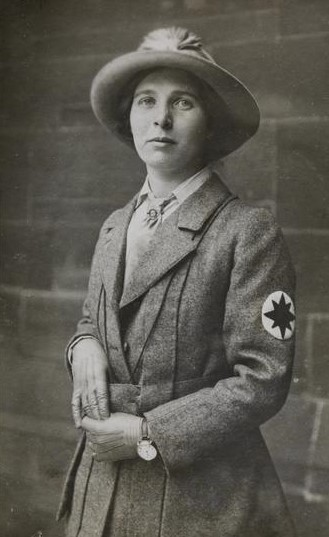
Gertrude Mary Powicke durante la Primera Guerra Mundial

Gertrude Powicke (19 de diciembre de 1887 - 20 de diciembre de 1919) fue una maestra y socorrista inglesa. Fue una de las primeras graduadas de la Universidad de Mánchester. Fue activista por  el sufragio y trabajó con el Comité de Ayuda a las Víctimas de la Guerra (FWVRC) en Francia durante la Primera Guerra Mundial.

## Biografía
Gertrude Mary Powicke nació el 19 de diciembre de 1887 en Hatherlow, cerca de Stockport, Reino Unido. Se educó en Milton Mount College en Kent.  Fue una de las primeras graduadas de la Universidad Victoria de Manchester, obteniendo un título en Lenguas Modernas en 1911. Luego trabajó como maestra en la Manchester High School for Girls (MHSG). Se convirtió en activista del sufragio con la Unión Nacional de Sociedades de Sufragio Femenino (NUWSS, por sus siglas en inglés) y fue cofundadora y tesorera de la rama Romiley de la Sociedad de Sufragio de Mujeres del Norte de Inglaterra. Durante la Primera Guerra Mundial, se ofreció como voluntaria para trabajar con las enfermeras cuáqueras del Comité de Ayuda a las Víctimas de la Guerra (FWVRC) en Bar-le-Duc, Francia. Viajó con el FWVRC a Polonia en 1919 para tratar un brote de tifus y contrajo la enfermedad durante una visita al hospital.  Murió de tifus en Varsovia, Polonia, el 20 de diciembre de 1919. Su muerte no fue reconocida oficialmente por el gobierno británico o la Comisión de tumbas de guerra de la Commonwealth. Powicke está enterrada en el cementerio reformado evangélico de Varsovia y también tiene una inscripción en la tumba de la familia Powicke en Hatherlow Chuchyard.  

## Premios y memoriales
Es la única mujer honrada en el monumento de guerra de la Universidad de Mánchester detrás de Whitworth Hall. Y la única nombrada en cualquier monumento de guerra en Stockport a través de una placa en el monumento de guerra de Heaton Moor. También es una de las cuatro mujeres locales para quienes Suffragette Square en Stockport fue nombrada por el Consejo Metropolitano del Distrito de Stockport en el Día Internacional de la Mujer en 2018 (las otras son Elizabeth Raffald, Elsie Plant y Hannah Winbolt ).